# 2018-as migránsösszecsapás Calais-nál
2018. február 1-én harcok törtek ki két migránscsoport között a francia Calais kikötőjében. A harcokban 5 embert meglőttek, további 17 egyéb módon sérült meg. Ezek közül többet szúrás okozott.

## Az összecsapások
Miután egy ételosztó pont környékén két különböző migránscsoport között zavargások alakultak ki, több különböző összecsapás bontakozott ki 2018. február 1-én, több, egymástól független incidens is kibontakozott.

### A külvárosokban
Úgy gondolják, hogy az incidens a város déli külterületein, egy ételosztó pont környékén kezdődött, miközben a migránsok a kiporciózott élelemért álltak sorba. A harcok két migránscsoport között törtek ki. Az egyikben 100 eritreai, a másikban 30 afgán volt. Az összecsapások körülbelül két órán át folytak. Az eközben leadott lövésekben öt ember megsebesült, négyen súlyosan, akik közül az egyiküket a fején talált el a lövés.

### Ipari terület
Ez az incidens az előzőtől 5 km-re tört ki, ahol 150-200 eritreai és 20 afgán csapott össze vasrudakkal és botokkal. Az incidens következtében 3 ember szerzett fejsérülést, melyeket a harcok során használt vasdarabok okoztak.

### A Régi „Dzsungel” Tábor
A nap későbbi szakaszában egy újabb összecsapás robbant ki egy ételosztó pontnál a Dzsungeltáborban. Itt is afgán és eritreai csoportok ütköztek meg. Arról nem érkeztek hírek, hogy ebben az incidensben hányan sebesültek meg.

## Áldozatok
Az összecsapásoknak nem lett halálos áldozata, de a jelentések szerint 22 ember megsérült, köztük 4 súlyosan. A jelenlegi információk szerint a kritikus sérüléseket fejre, mellkasra, gyomorra és gerincre mért lövések okozták.

## A lövész
A helyi hatóságok és a rendőrség szerint az első incidens során eldördült lövésekért egy 37 éves afgán férfi a felelős. Az ottani lövéseknek 5 sérültje lett.